# Província de Mikawa

Mikawa (三河国, Mikawa-no kuni) é uma antiga província do Japão que atualmente serve apenas para referir a porção Leste da região de Aichi.

Mapa das províncias japonesas (1868) com Mikawa em destaque

Mikawa era uma das províncias da Região de Tōkaidō. Sob o sistema de classificação Engishiki , Mikawa era classificada como Ueguni (上国, províncias principais) e em termos de sua distância da capital como Kingoku (近国, províncias próximas).

## História
Mikawa é mencionada nos registros da Reforma Taika de 645, bem como várias crônicas do período Nara , incluindo o Sendai Kuji Hongi (先代旧事本紀, História Antiga) , embora a área fosse habitada desde pelo menos o período paleolítico japonês, como comprova os numerosos artefatos encontrados por arqueólogos, os primeiros registros mencionavam uma região chamada Nishi-Mikawa no kuni e outra Higashi-Mikawa no kuni (esta também conhecida como Província Ho, 穂国 , Ho-no-kuni) . Apesar de ser considerada uma unidade administrativa sob o sistema de classificação Engishiki , a divisão entre estas duas regiões, que tinha como fronteira o Rio Yasaku, persistiu informalmente no período Edo.
A localização exata da capital provincial não é conhecida. Tradicionalmente considera-se que esta se localizava em Ko-machi (国府町), onde atualmente se encontra a cidade de Toyokawa devido a semelhança na nomenclatura, mas investigações arqueológicas na área Hakuho-machi da cidade de Toyota realizadas entre 1991 e 1997 revelaram extensas ruínas e fragmentos de cerâmica indicando a possibilidade de que a capital da província estivesse localizada lá. Além disso, as ruínas do Kokubun-ji (templo provincial) da Província de Mikawa foram localizado em 1999 a uma curta distância da área escavada em Toyota. Por outro lado, o Ichinomiya (santuário principal) da província, Toga jinja (砥鹿神社, Santuário de Toga) está localizado em Toyokawa, bem como um templo que afirmam suceder o templo provincial original.
Durante o período Heian, a província foi dividida em numerosos Shoens controlados por clãs samurais locais. Durante o período Kamakura, passou a ser controlada por Adachi Morinaga , e após ele pelo clã Ashikaga . Durante grande parte do período Muromachi foi controlada pelo clã Isshiki . No entanto, no período Sengoku , a província se fragmentou em pequenos territórios dominados amplamente pelo clã Matsudaira, e contestada pelo clã Imagawa a leste e pelo clã Oda, a oeste. Foi unificada sob Tokugawa Ieyasu após o poder dos Imagawa ser destruído na batalha de Okehazama. Após a criação do shogunato Tokugawa, partes das terras da província foram entregues aos fudai-daimyo transformadas em Hans (domínios feudais), com grandes porções mantidas como Tenryō (território do shogunato administrado por hatamotos) . Durante o período Edo, Mikawa foi a única região que o Shogunato permitiu produzir pólvora, o que favoreceu o desenvolvimento de modernas indústrias de fogos de artifício.
Vários Hans e Tenryōs foram transformados em províncias de curta duração a partir de julho de 1871 com a abolição do sistema han, já a partir da reforma cadastral do período Meiji em 1869 a província foi reorganizada em dez distritos.
O território da antiga Província de Mikawa tornou-se a atual Província de Aichi em janeiro de 1872.

## Hans da Província de Mikawa
| Domínio                           | Daimyo                                     | Datas     | Renda (koku) | Tipo  |
| --------------------------------- | ------------------------------------------ | --------- | ------------ | ----- |
| Domínio de Koromo (挙母藩)        | Clã Naitō                                  | 1604-1871 | 20,000       | fudai |
| Domínio de Yoshida (吉田藩)       | Clã Matsudaira (Nagasawa-Ōkōchi)           | 1600-1693 | 70,000       | fudai |
| Domínio de Tahara (田原藩)        | Clã Miyake                                 | 1601-1871 | 12,000       | fudai |
| Domínio de Okazaki (岡崎藩)       | Clã Honda                                  | 1601-1871 | 50,000       | fudai |
| Domínio de Nishio (西尾藩)        | Clã Ogyū-Matsudaira                        | 1638-1827 | 60,000       | fudai |
| Domínio de Kariya (刈屋藩)        | Clã Doi                                    | 1600-1868 | 23,000       | fudai |
| Domínio de Nishi-Ōhira (西大平藩) | Clã Ōoka                                   | 1748-1871 | 10,000       | fudai |
| Domínio de Okutono (奥殿藩)       | Clã Ogyū-Matsudaira                        | 1664-1871 | 16,000       | fudai |
| Domínio de Hatagamura (畑ヶ村藩)  | Clã Toda (subsidiário do Domínio de Ōgaki) | 1688-1871 | 10,000       | fudai |